# La Salvetat-de-Sainte-Foy
Pour les articles homonymes, voir La Salvetat et Sainte-Foy.
La Salvetat de Sainte-Foy est un hameau de la commune de Sainte-Foy-de-Peyrolières situé dans le département de la Haute-Garonne et la région Occitanie.

## Géographie

### Localisation
Le hameau est situé à 4,13 km au sud-ouest du village de Sainte-Foy-de-Peyrolières.

### Géologie et relief
La superficie du hameau est d'environ 6 hectares et est situé à une altitude de 274 mètres.

### Hydrographie
Le ruisseau des Secs passe au nord du hameau.

### Voies de communication et transports
La route départementale D50A traverse le hameau d'est en ouest.

## Culture locale et patrimoine

### Lieux et monuments
- Chapelle Sainte-Anne de la Salvetat-de-Sainte-Foy[1],[2]. Cloche en bronze du XVIe siècle référencée par la direction du patrimoine depuis 1999.
- Douves du XIVe siècle
- Calvaire
- Pigeonnier

## Population et société

### Associations
- Association pour le Patrimoine de La Salvetat (APS) : Une association pour la préservation et la restauration du patrimoine du hameau[3].